# Эрдман, Гуго
Хуго Вильгельм Трауготт Эрдманн (нем. Hugo Erdmann; 8 мая 1862, Пасленк, провинция Пруссия — 25 июня 1910, Мюрицзее, Мекленбург — Передняя Померания) — немецкий химик и педагог, доктор наук, профессор неорганической химии в Берлинском техническом университете и Галле-Виттенбергском университете.

## Биография
Гуго Эрдман родился 8 мая 1862 года в Пасленке в провинции Пруссия. После частных уроков отца Эрдманн поступил в среднюю школу в Тильзите, затем успешно окончил Галле-Виттенбергский университет и продолжил образование в Страсбургском университете, где в 1883 году получил докторскую степень по химии.
В 1898 году он стал первым, кто ввел термин «благородный газ» (нем. Edelgas).
В 1908 году Г. Эрдманн изобрел название тиозон, предположив, что S3 составляет большую часть жидкой серы.
В сотрудничестве с Вильгельмом Рудольфом Фиттигом он обнаружил, что при дегидратации γ-фенильного структурного аналога изокротоновой кислоты образуется α-нафтол, и это наблюдение помогло в понимании природы нафталина.
Гуго Эрдман скончался 25 июня 1910 года в Мюрицзее.
Среди прочих трудов Эрдман напечатал: «Anleitung zur Darstellung chemischer Präparate» (Франкфурт-на-Майне, 1891; 2-е изд., 1899); «Chemische Präparatenkunde» (1894); «Lehrbuch der anorganischen Chemie» (1898; 3-е изд., 1902).